# Онтужанс, Даниэль
Даниэль Онтужанс (латыш. Daniels Ontužāns; род. 7 марта 2000, Вангажи) — латвийский футболист, полузащитник немецкого клуба «Фрайбург». Выступал за сборную Латвии.

## Биография
Родился 7 марта 2000 года в Вангажи, Латвия. Переехал со своей семьёй в Германию в возрасте 8 лет.

## Карьера

### Клубная
Первым тренером Онтужанса был Кирилл Вараксин.
Занимался футболом в рижском «Сконто» и немецком «Аугсбурге». В 2010 году перешёл в систему «Баварии». С 2010 по 2019 год выступал за юношеские команды мюнхенского клуба. С 2019 года числится в «Баварии II», фарм-клубе основной команды. С февраля по июнь 2020 года был в аренде в швейцарском «Санкт-Галлене». За взрослую команду не играл.
За основную команду «Баварии» дебютировал 15 октября 2020 года в матче 1-го раунда Кубка Германии против «Дюрена» (3:0). Весной 2021 года провёл 4 неполных матча за «Баварию II» в Третьей Бундеслиге.
Летом 2021 года перешёл в «Фрайбург», играющий в Третьей лиге.

### В сборной
Дебютировал за сборную Латвии 10 июня 2019 года в матче против команды Словении (0:5) в рамках отбора к ЧЕ-2020.

## Статистика

### Клубная
| Выступление      | Выступление      | Выступление      | Чемпионат | Чемпионат | Кубки | Кубки | Еврокубки | Еврокубки | Прочие | Прочие | Итого | Итого |
| Клуб             | Лига             | Сезон            | Игры      | Голы      | Игры  | Голы  | Игры      | Голы      | Игры   | Голы   | Игры  | Голы  |
| ---------------- | ---------------- | ---------------- | --------- | --------- | ----- | ----- | --------- | --------- | ------ | ------ | ----- | ----- |
| Бавария          | Бундеслига       | 2020/21          | 0         | 0         | 1     | 0     | 0         | 0         | 0      | 0      | 1     | 0     |
| Бавария          | Итого            | Итого            | 0         | 0         | 1     | 0     | 0         | 0         | 0      | 0      | 1     | 0     |
| Всего за карьеру | Всего за карьеру | Всего за карьеру | 0         | 0         | 1     | 0     | 0         | 0         | 0      | 0      | 1     | 0     |

по состоянию на 16 октября 2020 года

### Международная
| Матчи Онтужанса за сборную Латвии | Матчи Онтужанса за сборную Латвии | Матчи Онтужанса за сборную Латвии | Матчи Онтужанса за сборную Латвии | Матчи Онтужанса за сборную Латвии | Матчи Онтужанса за сборную Латвии | Матчи Онтужанса за сборную Латвии |
| №                                 | Дата                              | Оппонент                          | Счёт                              | Голы                              | Соревнование                      |                                   |
| --------------------------------- | --------------------------------- | --------------------------------- | --------------------------------- | --------------------------------- | --------------------------------- | --------------------------------- |
| 1                                 | 10 июня 2019                      | Словения                          | 0:5                               | —                                 | Отборочные матчи ЧЕ-2020          |                                   |
| 2                                 | 15 октября 2019                   | Израиль                           | 1:3                               | —                                 | Отборочные матчи ЧЕ-2020          |                                   |

Итого: 2 матча / 0 голов; 0 побед, 0 ничьих, 2 поражения.